# On a may evening
On a may evening is een compositie van Arnold Bax.
Kenners van de muziek van Bax (Lewis Foreman en Christoper Palmer) zagen in dit werkje Ierse invloeden. Zo is een jig te herkennen in het middenstuk. Bax was verzot op Ierland, maar kon dat niet altijd openlijk kwijt gezien de strijd bij de Paasopstand in 1916. Dit werk bleef vrij onbekend.
In 2017 zijn er twee opnamen van dit werk verkrijgbaar:
- historische opname door Iris Loveridge, uitgebracht door Lyrita
- Eric Parkin, een opname uit 1988, uitgebracht door Chandos